# Govannon
Govannon (Gofannon, Gafannon) - w mitologii walijskiej bóg kowalstwa. Także bóg urodzaju mający pieczę nad narzędziami rolniczymi. Oddawanie mu czci miało dawać pewność, że narzędzia rolnicze jako przynoszące obfitość będą dobrze służyły w następnym roku. Tożsamy z nim był iryjski bóg Goibniu powiązany z królem Mathem.
Pojawia się w cyklu Mabinogion. Zabił przez przypadek swojego siostrzeńca, Dylana, syna bogini Arianrhod. Był także uznawany za boga budowniczych statków i przypisywano mu zdolności władania żywiołami i pogodą, będąc tym samym paralelą innego starożytnego boga pogody - Taranisa. W folklorze Govannon pod zmienioną nazwą Goban Saor jest opisywany jako pierwszy budowniczy kościołów.